# El Tejar (Gwatemala)
El Tejar – miasto w południowej Gwatemali,  w departamencie Chimaltenango, w centralnej części Sierra Madre de Chiapas, leżące na przedmieściach stolicy departamentu. Miasto jest siedzibą władz gminy o tej samej nazwie, która w 2012 roku liczyła 24 175 mieszkańców. Gmina jest średniej wielkości, a jej powierzchnia obejmuje 144 km².